# Fun with Dick and Jane
Fun with Dick and Jane er en amerikansk komediefilm fra 2005, instrueret af Dean Parisot med Jim Carrey og Téa Leoni i hovedrollerne. Filmen er en genindspilning af filmen fra 1977 med samme navn.

## Handling
Filmen handler om familiefaderen Dick Harper (Carrey), der efter årevis med hårdt arbejde omsider belønnes, da han bliver forfremmet til vicepræsident i Globodyne, en verdensomspændende markedsleder inden for sammenligningen af mediehuse, der ligger i Los Angeles. Men efter nøjagtigt et døgn i sit nye job, bliver Globodyne knust af en ulykke af Enron-agtige proportioner – og Dick sidder igen med Sorteper.
Dicks pludselige og uventede fald fra succesen, betyder at han ikke har nået at spare op til dårligere tider. Alting begynder at rasere omkring ham. Dick, hans elskelige kone Jane (Leoni) og deres søn Billy er tvunget til at stirre i vantro efterhånden som deres luksuriøse hjem, flotte biler og statusbevidste venner forsvinder ud i luften. 
Efter konstant at have fulgt spillereglerne og arbejdet knaldhårdt og koncentreret for at opbygge et komfortabelt liv for sig og sin familie, er Dick helt uforberedt på at give slip på den amerikanske drøm. Men ved at plukke med sig en lektion fra sin korrupte arbejdsgiver, får han en genial idé: Hvis tyveri var godt nok for hans tidligere chef, er det godt nok ifølge ham. 
Med sine nyopdagede evner og store beslutningsvilje sætter Dick og Jane sig ud på et hysterisk hævntogt for at lære storkapitalen en lektie den sent vil glemme.

## Medvirkende
- Jim Carrey i rollen som Dick Harper
- Téa Leoni i rollen som Jane Harper
- Alec Baldwin i rollen som Jack McCallister
- Richard Jenkins i rollen som Frank Bascombe
- Aaron Michael Drozin i rollen som Billy Harper
- Gloria Garayua i rollen som Blanca
- Angie Harmon i rollen som Veronica Cleeman
- John Michael Higgins i rollen som Garth
- Carlos Jacott i rollen som Oz Peterson
- Ralph Nader som sig selv